# Oriol Canosa
Oriol Canosa (Tarragona, 1975) es un escritor y librero español en lengua catalana. 
Ha publicado cuentos como La casa del profesor Kürbis (Eslabón / Edelvives, 2013) y Apa! Et penses que ens ho creurem?  (Cruïlla, 2015). También ha publicado la novela infantil en catalán L'illa de les cartes perdudes (Babulinka, 2014) y ha colaborado en las revistas Petit Sàpiens, Cavall Fort i BarçaKids.  Además de las publicaciones destinadas al público infantil, es el autor de una Guía de bolsillo para personas inquietas (Intermón, 2009) sobre temas sociales y ambientales, y durante años escribió un artículo semanal en el blog Donantdades sobre estos temas. El junio del 2014 abrió con sus socias Maite Sánchez y Maite Cusó la librería Pebre Negre, en la calle Clot, 41 de Barcelona. La librería está especializada en literatura infantil y juvenil y en gastronomía. 
En 2016 ganó el premio Josep Maria Folch y Torres de novelas para chicos y chicas, con L'illa de Paidonèsia, el 2017 el premio Ala Delta y el 2018 el premio Cavall Fort.